# Tom Britton
Tom Britton, född 28 februari 1965, är en svensk professor i matematisk statistik.

## Biografi
Britton disputerade 1996 i matematisk statistik på en avhandling om statistiska modeller för att beskriva epidemier. Han blev 1999 docent vid Uppsala universitet och 2003 professor i matematisk statistik vid Stockholms universitet med inriktning mot biostatistik och bioinformatik.
Britton har bland annat forskat på modeller för smittsamma sjukdomars utbredning och publicerat flera böcker inom ämnet. Hans fackområde fick ökad aktualitet i och med covid-19-pandemin 2020-2022, då han påtalade betydelsen av åtgärder för att minska smittspridningen.
Brittons vetenskapliga publicering har (2023) enligt Google Scholar över 12 000 citeringar och ett h-index på 40.
Britton är (2020) ordförande för Cramérsällskapet med syfte att främja forskning och utbildning i statistik och matematisk statistik. Föreningen är uppkallad efter den svenske matematikern och statistikern Harald Cramér.

### Familj
Tom Britton är son till läkaren och riksdagsmannen Sven Britton och överläkaren och professorn Mona Britton samt bror till författaren Claes Britton.